# Amurî, Bârzula
Amurî (în ucraineană Амури) este un sat în comuna Ananiev din raionul Bârzula, regiunea Odesa, Ucraina.

## Demografie
Componența lingvistică a localității Amurî
     Ucraineană (94,63%)
     Rusă (3,36%)
     Română (2,01%)
Conform recensământului din 2001, majoritatea populației localității Amurî era vorbitoare de ucraineană (94,63%), existând în minoritate și vorbitori de rusă (3,36%) și română (2,01%).